# SlotMusic
slotMusic – wydawnictwo muzyczne opracowane przez firmę SanDisk korzystające z karty pamięci microSD jako nośnika danych. Fabrycznie ma zawierać muzykę w formacie MP3. Po raz pierwszy trafiły do sprzedaży w sieciach Wal-Mart oraz Best Buy w Stanach Zjednoczonych w październiku 2008. Obecnie z systemu korzystają takie wytwórnie jak Universal Music Group, SONY BMG, Warner Music Group i EMI Music.
Pliki muzyczne na karcie slotMusic są kodowane w jakości pomiędzy 256 a 320 kbit/s i nie są zabezpieczone systemem DRM.
Albumy na karcie slotMusic mogą także zawierać wysokiej jakości obrazy i filmy w różnych formatach. Zawartość każdej karty może być zmieniana przez użytkownika - może on dodawać i usuwać pliki z karty slotMusic według własnych upodobań.